# ともしび (八代亜紀の曲)
「ともしび」は、1975年5月25日に発売された八代亜紀の11枚目のシングル。

## 解説
- 実話を元に作られた曲である。[要出典]

- 第6回日本歌謡大賞において、3年連続で放送音楽賞受賞した。また、同年の第26回NHK紅白歌合戦では、本楽曲が歌唱された。

## 収録曲
- 両楽曲共に、作詞：悠木圭子／作曲：鈴木淳

1. ともしび（3分36秒）
編曲：竜崎孝路
2. 最終列車（4分01秒）
編曲：鈴木淳

## カバー
- 石川さゆり - アルバム『あなたの私』に収録（1975年）